# ماري ستارك هاربر
ماري ستارك هاربر (بالإنجليزية: Mary Starke Harper)‏ هي ممرضة أمريكية، ولدت في 6 سبتمبر 1919، وتوفيت في 27 يوليو 2006.